# Ma vie avec les Walter Boys
Diffusion
Ma vie avec les Walter Boys est une série télévisée américaine, diffusée depuis le 7 decembre 2023 sur Netflix. On y retrouve dix épisodes de plus d'une heure. 
Il s'agit de l'adaptation du roman My Life with the Walter Boys de l'autrice américaine Ali Novak de 2014, publié pour la première fois sur Wattpad.

## Synopsis
Jackie Howard, récemment orpheline, déménage dans la campagne du Colorado après avoir été recueillie par les Walters, une famille de dix enfants dont neuf fils.

## Distribution

### Acteurs principaux
- Nikki Rodriguez (en) (VF : Cerise Calixte) : Jackie Howard
- Ashby Gentry (VF : Kylian Trouillard) : Alex Walter
- Noah LaLonde (VF : Aurélien Raynal) : Cole Walter
- Sarah Rafferty (VF : Marie Diot) : Dr. Katherine Walter
- Marc Blucas (VF : Boris Rehlinger) : George Walter
- Corey Fogelmanis (VF : Cédric Lemaire) : Nathan Walter
- Jaylan Evans (VF : Yves Letzelter) : Skylar Summerhill
- Connor Stanhope (VF : Andrea Santamaria) : Danny Walter
- Zoë Soul (en) (VF : Amélia Ewu) : Haley Young (récurrente saison 2, principale saison 1)
- Johnny Link (VF : Antoine Levannier) : Will Walter

### Acteurs secondaires
- Alisha Newton (VF : Sarah Barzyk) : Erin
- Ashley Holliday (en) (VF : Kahina Tagherset) : Tara
- Moheb Jindran (VF : Julien Portugais) : Nikhil
- Mya Lowe (VF : Pauline Ziadé) : Kiley
- Gabrielle Jacinto (VF : Émilie Marié) : Olivia
- Ellie O'Brien (VF : Lila Lacombe) : Grace
- Dean Petriw (en) : Jordan Walter
- Lennix James : Benny Walter
- Alix West Lefler (VF : Estelle Darazi) : Parker Walter
- Myles Perez (VF : Tom Trouffier) : Lee Garcia
- Isaac Arellanes (VF : Oscar Douieb) : Isaac Garcia
- Madison Brydges (VF : Charlotte Hervieux) : Paige
- Nathaniel Arcand (VF : Cedric Ingard) : Mato Summerhill
- Alex Quijano (VF : Jean-Philippe Pertuit) : Richard
- Kolton Stewart (VF : Arthur Raynal) : Dylan

## Production

### Développement
Seulement 12 jours après le lancement de la série, Netflix annonce que celle-ci est renouvelée pour une saison 2. La série est renouvelée pour une saison 3 avant la diffusion de la saison 2.

### Tournage
Le tournage de la série a eu lieu en Alberta, province du Canada, avec des lieux de tournage dans les villes de Calgary, Cochrane et Crossfield,,,.